# Ханапепе (Хаваји)
Ханапепе (енгл. Hanapepe) насељено је место за статистичке потребе у америчкој савезној држави Хаваји. По попису становништва из 2010. у њему је живело 2.638 становника.

## Демографија
Према попису становништва из 2010. у граду је живело 2.638 становника, што је 485 (22,5%) становника више него 2000. године.
| Група             | 2000.         | 2010.         |
| Белци             | 316 (14,7%)   | 400 (15,2%)   |
| Афроамериканци    | 2 (0,1%)      | 3 (0,1%)      |
| Азијати           | 1.046 (48,6%) | 1.146 (43,4%) |
| Хиспаноамериканци | 186 (8,6%)    | 236 (8,9%)    |
| Укупно            | 2.153         | 2.638         |